# Queens Bluff
「Queens Bluff」(クイーンズブラフ)は、i☆Risの22枚目のシングル。2022年8月3日にDIVE II entertainmentから発売された。

## 概要
表題曲「Queens Bluff」は、Netflixシリーズ『賭ケグルイ双』のエンディングテーマとして起用された。アニメタイアップは19thシングル「FANTASTIC ILLUSION」以来約3年ぶり、5人体制移行後では初となる。
カップリングの「Dream Travelers」は、同年5月7日から開催された「i☆Ris 7th Live Tour 2022 〜Traveling〜」のテーマソングとして使用された。

## 収録曲

### CD
1. Queens Bluff[3:44]
作詞・作曲・編曲：ARAKI
Netflixシリーズ 『賭ケグルイ双』エンディングテーマ
2. Dream Travelers[3:18]
作詞・作曲・編曲：鶴﨑輝一
3. Queens Bluff -English ver.-
4. Queens Bluff -Anime Size ver.-
5. Queens Bluff -Instrumental-
6. Dream Travelers -Instrumental-
7. Queens Bluff -Off Main Vocal-
8. Dream Travelers -Off Main Vocal-

### CD+Blu-ray盤Blu-ray＆CD+DVD盤DVD
1. Queens Bluff -Music Video-
2. Queens Bluff -Off Shot Movie-